# Orchesterstimme
Eine Orchesterstimme ist ein Notenblatt oder Notenheft für ein Musikinstrument im Orchester, das seine Stimme enthält, also alles, was dieses Instrument in einem mehrstimmigen Werk wie einer Oper oder einer Sinfonie zu spielen hat. Das musikalische Aufführungsmaterial eines Orchesterwerks setzt sich aus der Partitur (in der alle Instrumente untereinander notiert sind) für den Dirigenten und den Orchesterstimmen für die Instrumentalisten zusammen. Die chorisch besetzten Stimmgruppen wie in der Regel bei den Streichinstrumenten spielen aus derselben vervielfältigten Stimme, die einmal pro Notenpult aufliegt. Bei den Bläsern hat jeder zumeist eine eigene Orchesterstimme.
Bis zum Ende des 20. Jahrhunderts schrieben Kopisten die Orchesterstimmen von Hand aus der Partitur aus, was für die Musikverlage ein großer Kostenfaktor bei der Materialherstellung war. Mit diesem Aufwand werden bis heute hohen Materialmietgebühren gerechtfertigt. Orchesterstimmen von vielen, insbesondere modernen Werken sind bis heute oft nur leih- oder mietweise erhältlich. 
Die heutigen Notensatzprogramme bieten zahlreiche Hilfen zur automatisierten Herstellung von Orchesterstimmen. Die Einrichtung der Wendestellen zum Umblättern im geeigneten Zeitpunkt sowie der Stichnoten zur Erleichterung von Einsätzen nach längeren Pausen erfordern dagegen einige Orchestererfahrung und lassen sich nicht ohne weiteres automatisieren.